# Подземне воде
Подземне воде су све воде које се налазе испод површине земље у ма ком виду и ма ком агрегатном стању. Ова вода може бити слободна или гравитациона тј. везана за честице стена као капиларна, опнена, хигроскопна. Подземна вода може бити течна, чврста у виду леда и гасовита у виду водене паре. У Земљиној кори подземна вода може се наћи у течном стању и до 14 km дубине. Подземна вода је значајна за водоснабдевање становништва. Последњих година подземне воде се све више загађују. Такође подземне воде растварају материје (минерале) од којих се састоји земљина кора. Такве воде често кроз дубоке пукотине избијају на површину земље у виду извора минералне воде. Врсте подземних вода су артешка вода и издан. Артешка вода је вода над вододржљивим стенама. Издан је вода између два слоја вододржљивих стена.Место на којем вода избија на површину, назива се извор.
Јединица стене или неконсолидовани депозит се назива водоносним слојем када може дати употребљиву количину воде. Дубина на којој простори пора у тлу или пукотине и шупљине у стени постају потпуно засићене водом назива се водени сто. Подземне воде се допуњују са површине; Оне се могу природно испуштати са површине на изворима и отворима, и могу формирати оазе или мочваре. Подземне воде се такође често користе за пољопривредну, општинску и индустријску употребу изградњом и радом бунара за екстракцију. Проучавање дистрибуције и кретања подземних вода је хидрогеологија, која се назива и хидрологија подземних вода.
Типично, подземна вода се сматра водом која тече кроз плитке водоносне слојеве, али, у техничком смислу, она такође може садржати влагу у тлу, пермафрост (замрзнуто земљиште), непокретну воду у подлози веома ниске пропусности и дубоку геотермалну или воду из формирања нафте. Претпоставља се да подземне воде обезбеђују подмазивање које може утицати на кретање раседа. Вероватно је да већи део Земљине подземне површине садржи нешто воде, која се у неким случајевима може мешати са другим течностима.
Подземне воде су често јефтиније, погодније и мање подложне загађењу од површинских вода. Због тога се обично користе за јавно снабдевање водом. На пример, подземне воде представљају највећи извор употребљиве ускладиштене воде у Сједињеним Државама, а Калифорнија годишње повуче највећу количину подземних вода од свих држава. Подземни резервоари садрже далеко више воде од капацитета свих површинских резервоара и језера у САД, укључујући и Велика језера. Многи општински водоводи се напајају искључиво из подземних вода.

## Карактеристике

### Локација (издан)
Водоносни слој је слој порозног супстрата који садржи и преноси подземне воде. Када вода може да тече директно између површине и засићене зоне водоносног слоја, водоносни слој је неограничен. Дубљи делови неограничених водоносних слојева обично су засићенији, јер гравитација узрокује да вода тече наниже.
Горњи ниво овог засићеног слоја неограниченог водоносног слоја назива се подземна или фреатска површина. Испод нивоа воде, где су генерално сви порни простори засићени водом, налази се фреатска зона.
Подлога са малом порозношћу која дозвољава ограничено преношење подземних вода позната је као аквитард. Аквиклуд је супстрат са толико ниском порозношћу да је практично непропустaн за подземне воде.

### Хидролошки циклус
Подземне воде чине око тридесет процената светског снабдевања питком водом, што је око 0,76% укупне светске воде, укључујући океане и трајни лед. Око 99% светске течне питке воде је подземна вода. Глобално складиштење подземних вода је отприлике једнако укупној количини питке воде ускладиштене у снежном и леденом омотачу, укључујући северни и јужни пол. Ово га чини важним ресурсом који може да делује као природно складиште које може да заштити од несташице површинске воде, као у временима суше.
Подземне воде се природно допуњују површинским водама из падавина, потока и река када ово пуњење достигне ниво воде.
Подземне воде могу бити дугорочни 'резервоар' природног циклуса воде (са временима боравка од дана до миленијума), за разлику од краткорочних резервоара воде као што су атмосфера и слатке површинске воде (које имају период задржавања од минута до година). Слика показује колико дубокој подземној води (која је прилично удаљена од површинског пуњења) може бити потребно много времена да заврши свој природни циклус.
Велики артешки басен у централној и источној Аустралији је један од највећих затворених водоносних система на свету, који се простире на скоро 2 милиона km2. Анализом елемената у траговима у води која потиче из дубоког подземља, хидрогеолози су успели да утврде да вода извучена из ових водоносних слојева може бити стара више од милион година.
Упоређујући старост подземне воде добијене из различитих делова Великог артешког басена, хидрогеолози су открили да се она повећава у старости у целом басену. Тамо где вода пуни издане дуж Источне поделе, старости су младе. Како подземна вода тече ка западу преко континента, она стари, и најстарија подземна вода се јавља у западним деловима. То значи да, да би прешла скоро 1000 км од извора напајања за милион година, подземна вода која протиче кроз Велики артешки басен путује просечном брзином од око 1 метар годишње.
Недавна истраживања су показала да испаравање подземних вода може играти значајну улогу у локалном циклусу воде, посебно у сушним регионима. Научници у Саудијској Арабији су предложили планове за поновно хватање и рециклирање ове влаге која испарава при наводњавању усева. На супротној фотографији, рефлектујући тепих од 50 центиметара, направљен од малих суседних пластичних чуњева, постављен је током пет месеци у суву пустињску област без биљака, без кише и наводњавања. Њиме се успешно хвата и кондензује довољно земаљске паре да се оживи природно закопано семе испод њега, са зеленом површином од око 10% површине тепиха. Очекује се да би, уколико би семе биле положено пре постављања овог тепиха, много шире подручје постало зелено.

### Температура
Висок специфични топлотни капацитет воде и изолациони ефекат тла и стена могу ублажити утицај климе и одржавати подземне воде на релативно стабилној температури. На неким местима где се температура подземне воде одржава овим ефектом на око 10 °C (50 °F), подземна вода се може користити за контролу температуре унутар структура на површини. На пример, током врућег времена релативно хладна подземна вода може да се пумпа кроз радијаторе у кући, а затим да се врати у земљу у други бунар. Током хладних годишњих доба, пошто је релативно топла, вода се може користити на исти начин као извор топлоте за топлотне пумпе што је много ефикасније од коришћења ваздуха.

### Количине
Запремина подземне воде у водоносном слоју може се проценити мерењем нивоа воде у локалним бунарима и испитивањем геолошких записа из бушења бунара да би се одредили обим, дубина и дебљина водоносних седимената и стена. Пре него што се уложи у производне бунаре, могу се избушити пробни бунари како би се измериле дубине на којима се вода налази и сакупили узорци земљишта, стена и воде за лабораторијске анализе. Тестови пумпања се могу извршити у испитним бунарима да би се одредиле карактеристике протока водоносног слоја.
Карактеристике издана варирају у зависности од геологије и структуре супстрата и топографије у којој се јављају. Генерално, продуктивнији издани се јављају у седиментним геолошким формацијама. Поређења ради, истрошене и испуцале кристалне стене дају мање количине подземне воде у многим срединама. Неконсолидовани до слабо цементирани алувијални материјали који су се акумулирали као седименти који испуњавају долине у главним речним долинама и геолошки спуштеним структурним басенима су укључени међу најпродуктивније изворе подземних вода.
Токови флуида могу бити промењени у различитим литолошким условима кртом деформацијом стена у зонама раседа; механизми којима се то дешава су предмет хидрогеологије раседне зоне.